# Andreas Bube
Andreas Hjartbro Bube, född den 13 juli 1987 i Gladsaxe, är en dansk friidrottare som tävlar på 800 meter.

## Personliga rekord
- 800 meter utomhus - 1:44.99 (11 maj 2012 i Doha)
- 800 meter inomhus - 1:47.50 (18 februari 2012 i Gent)